# جو تورنتون
جو تورنتون (انگلیسی: Joe Thornton؛ زادهٔ ۲ ژوئیهٔ ۱۹۷۹) بازیکن هاکی روی یخ اهل کانادا است.